# Albert E. Glock
Albert Ernest Glock (* 14. September 1925 in Gifford (Idaho); † 19. Januar 1992 im Westjordanland) war ein amerikanischer Theologe und Archäologe, der in Palästina, vor allem in dem von Israel besetzten Westjordanland, forschte und lehrte.
Seine Ermordung gab Anlass zu sehr unterschiedlichen Spekulationen über die Hintergründe der Tat im Spannungsverhältnis der israelisch-palästinensischen Auseinandersetzungen und dem Ausklingen der ersten Intifada. Inzwischen gilt als wahrscheinlichste Hypothese, dass Adel Awadallah, führendes Mitglied der islamistischen Terrororganisation Hamas, den Mord an Glock begangen hat. Die Motive der Tat liegen allerdings weiter im Dunkeln.

## Familie, Schule, Studium
Glocks Eltern waren tief religiöse Lutheraner deutscher Abstammung und standen der Lutheran Church – Missouri Synod nahe. Nach Sari Nusseibeh, Glocks späterem Kollegen an der Birzeit University, gehörte die Familie zu einer „fundamentalistischen Sekte“, die behauptete, „die Bibel sei bis zum letzten Punkt und Komma das unfehlbare Wort Gottes“.:S. 153
Fox beschrieb das Elternhaus von Glock als Ort einer klaustrophobischen und beengende Erziehung an dem der Vater mit einer Rute für Disziplin sorgte.:S. 24 Dennoch durfte Albert ab seinem 13. Lebensjahr, die Familie lebte damals in Washburn (Illinois), ein deutsches Gymnasium für Jungen im 200 Meilen entfernten Milwaukee besuchen. Die Schule, an der die Schüler Latein, Griechisch und Hebräisch lernten, sollte die Jungen auf den lutherischen Predigerdienst vorbereiten. Da die Eltern zwar das jährlich Schulgeld, nicht aber die Fahrtkosten aufbringen konnten, musste Glock die folgenden fünf Jahre zwischen Washburn und Milwaukee trampen. In dieser Zeit kristallisierte sich auch sein Wunsch heraus, sich später auf das Alte Testament und die antike Zivilisation des Nahen Ostens spezialisieren zu wollen.:S. 26
Nach dem Schulabschluss studierte Glock an der University of Chicago, der Brandeis University und der Universität Heidelberg und machte im Jahr 1951 seinen Abschluss am Concordia Seminary in St. Louis. Ebenfalls 1951 heiratete Glock die Deutsch-Amerikanerin Lois Sohn, Tochter eines lutherischen Theologieprofessors, und lebte die nächsten Jahre als Pastor in Normal (Illinois).:S. 29
Parallel zu seiner Zeit als Pfarrer studierte Glock bei dem Bibelwissenschaftler George E. Mendenhall (1916 – 2016) an der University of Michigan. Mendenhalls Gedanken, die laut Fox von einem marxistisch orientierten Modell einer ‘Bauernrevolte’ als Ursprung des alten Israel ausgingen, suggerierten, dass der biblische Bericht einer israelitischen Invasion Kanaans falsch sei und dass hinter der biblischen Version eine Art theokratischer Bauernaufstand aus dem Inneren Kanaans stecken müsse. Diese Theorie hatte nach Fox einen prägender Einfluss auf Glock.:S. 29
Glock, der mit seiner Rolle als Pastor nicht zurechtkam, wechselte 1957 an das Concordia Teacher’s College in River Forest (Illinois) und unterrichtete dort bis 1976 Geschichte des Alten Testaments und Literatur.:S. 29 In dieser Zeit geriet er auch in Konflikt mit der lutherischen Missouri-Synode und engagierte sich in deren Reformflügel.

„In einem zu Lebzeiten unveröffentlichten Aufsatz, den er während seines Studiums in Birzeit verfasste, beschrieb sich Albert Glock als "skeptischer weißer Amerikaner, der zu Minderheitenansichten neigt". Sich bei der Spaltung der Missouri-Synode auf die Seite der Liberalen zu stellen, war wie eine Rebellion gegen seinen Vater. Es war ein Instinkt, dem er an jeder Kreuzung in seinem Leben folgen sollte.
"Mehr als einmal ist mir aufgefallen", schrieb er, "dass ich bei allem, was ich getan habe, gewöhnlich die Verliererseite, die Unterseite, gewählt habe. Die beiden bemerkenswertesten Beispiele sind wohl die linke Seite der Kirche und die palästinensische Seite der Politik. Dies ist das Motiv, das ihn durch eine intellektuelle, politische, spirituelle und persönliche Entwicklung trieb, die er als lutherischer Pastor begann und die ihn nacheinander zum Bibelwissenschaftler, zum biblischen Archäologen, zum palästinensischen Archäologen und schließlich und unwahrscheinlicherweise zum intellektuellen Kommissar für den palästinensischen Kulturnationalismus machte, was mit seiner Ermordung endete.“

Bevor Glock diesen langen Weg endgültig beschritt, erwarb er 1963 einen Master-Abschluss an der Lutheran School of Theology in Chicago und wurde 1968 an der University of Michigan mit einer Arbeit über die Kriegsführung in Mari und im alten Israel promoviert.

## Palästina
Im Sommer 1962 unternahm Glock seine erste Reise nach Palästina. Er reiste zusammen mit einer Handvoll weiterer Bibelwissenschaftler, die unter der Leitung des Harvard-Archäologen George Ernest Wright, eines Schülers von William Foxwell Albright, einen Grundkurs in archäologischen Ausgrabungstechniken in Tell Balata in der Nähe von Nablus absolvieren sollten.:S. 85

„Dies war der Beginn von Glocks Karriere als Archäologe. Im folgenden Jahr gehörte er zum Kernteam einer Expedition zur Ausgrabung des Tell Ti’innik. Die Ausgrabung wurde vom Concordia Serninary und der American Schools of Oriental Research, der führenden amerikanischen Institution für biblische Archäologie, gesponsert und von einer Versicherungsgesellschaft im Besitz der lutherischen Kirche, der Aid Association for Lutherans, finanziert.“

Glock nahm in den Folgejahren unter dem Grabungsleiter Paul W. Lapp an den Ausgrabungen in Tell Ti'innik (Taanach) im damals jordanisch verwalteten Westjordanland teil.
Die Ausgrabungen, die von amerikanischer Seite in der Trägerschaft des Concordia Seminary St. Louis und der American Schools of Oriental Research, dem späteren Albright Institute of Archaeological Research (AIAR) erfolgten, waren vom Sechstagekrieg überschattet, wodurch sie nun unter israelischer statt zuvor jordanischer Zuständigkeit ausgeübt werden mussten. 1970 starb Lapp und Glock wurde dessen Nachfolger als Grabungsleiter,
Glock war in der Folge von 1970 bis 1977 Forschungsprofessor am AIAR und von 1978 bis 1980 Direktor des Instituts. Er beteiligte sich an oder war Leiter von mehreren Feldprojekten des Instituts in Israel, im Westjordanland und in Jordanien. „Sein grundlegendes Anliegen war nicht methodischer Natur, sondern galt den Menschen, deren Leben und deren Gesellschaften durch die archäologischen Überreste teilweise enthüllt wurden.“

## Birzeit University
1976, noch während seiner Zeit als Forschungsprofessor am AIAR, begann Glock damit, einmal pro Woche an der Birzeit University zu unterrichten, wohin er 1980 nach dem Ende seiner Amtszeit als AIAR-Direktor endgültig wechselte. Er etablierte hier den Fachbereich Archäologie und gründete das Zentrum für palästinensische Archäologie, dessen Direktor er bis zu seinem Tod blieb. Für Fox führte Glocks sich 1976 anbahnende Hinwendung nach Birzeit zu einem Wendepunkt in dessen Leben.

„Er begann damit, einmal pro Woche in Birzeit zu unterrichten, fuhr die kurze Strecke von Jerusalem in die andere Welt, die jenseits der Grünen Linie lag, und überquerte schließlich dauerhaft die Grenze. Dies war der Beginn einer neuen Phase in Albert Glocks persönlicher Mission im Heiligen Land, der Beginn seiner Arbeit an einer Archäologie Palästinas, die nicht für die Bibelwissenschaftler in den Vereinigten Staaten, sondern für das palästinensische Volk selbst von Interesse war. Der Aufbau dieser neuen palästinensischen Archäologie bedeutete für Albert Glock eine radikale intellektuelle und persönliche Veränderung und eine Absage an fast alles, was seine lutherische Vergangenheit ausmachte. Birzeit gab Glock ein neues Gefühl der Zielstrebigkeit. Es füllte eine emotionale und intellektuelle Leere.“

Nach Sari Nusseibeh war es Glock lange vor den Palästinensern selber klar geworden, „dass die Israelis die Alte Geschichte benutzten, um ihre moralischen Ansprüche auf die besetzten Gebiete zu untermauern“.:S. 153 Dem setzte Glock seine eigene Forschungsstrategie für das von ihm gegründete Zentrum für palästinensische Archäologie entgegen.

„Sowohl in der Lehre als auch in der Forschung wird bewusst versucht, bei der Nutzung der Archäologie zur Rekonstruktion der Kulturgeschichte des Landes eine unverwechselbare palästinensische Perspektive zu entwickeln, indem von der Gegenwart ausgegangen und nach Kontinuität und Wandel durch die Zeit gesucht wird. In der langen Geschichte der Archäologie Palästinas lag der Schwerpunkt auf der Verwendung der Bibel zur Interpretation der archäologischen Aufzeichnungen. Dem arabischen Beitrag zur Kulturgeschichte Palästinas wurde bisher nur wenig Aufmerksamkeit geschenkt. Es ist ein wichtiges Ziel des Zentrums, diese Lücke zu schließen.“

Glocks Kampf für eine palästinensische Archäologie scheint mit einer generellen Hinwendung zum Palästinensertum verbunden gewesen zu sein. Gabi Baramki sprach in seiner Begräbnisrede auch davon, dass er und viele andere Glock als Abu Abid kennengelernt hätten, und sie ihn sich „nur als einen Palästinenser denken [könnten], der in dieser schwierigen Zeit mit uns durchhielt“. Noch deutlicher formulierte es Nusseibeh: „In Birseit verwandelte er sich vom religiösen Kreuzritter in einen palästinensischen Nationalisten.“:S. 153 Katherine Lamie sah das 2007 in ihrem Aufsatz Archaeology in Palestine: The Life and Death of Albert Glock allerdings wesentlich differenzierter. Für sie war sich Glock sehr wohl der politischen Implikationen der Archäologie – gerade in Palästina – bewusst, die zunächst von einer biblischen Archäologie dominiert war, die auf dem Weg zu archäologischen Beweisen für die Texte der Bibel islamischen Ausgrabungsstätten keine Beachtung zumass, diese gar zerstörte, sowie ohne ausreichende Belege Funde bestimmten ethnischen Gruppen zuschrieb. Hieran habe dann ab dem Ende des 19. Jahrhunderts eine zionistische Archäologie angeschlossen, die daran ging, archäologische Funde als Beweise für das Recht auf die Wiederbesiedlung des historischen jüdischen Heimatlandes und die Gründung eines jüdischen Staates im Heiligen Land zu instrumentalisieren.:S. 115 Demgegenüber hätten Glocks Forschungsbemühungen darauf abgezielt, die Fehler der biblischen Archäologie aufzudecken und eine lokale Archäologie zu schaffen, die sich mit der vernachlässigten (d. h. nicht biblischen) Vorgeschichte und Geschichte des geografischen Gebiets Palästinas befassen sollte. Er wollte die Archäologie des Nahen Ostens vom biblischen Mythos befreien und eine Archäologie realisieren, die sich auf den Rest der palästinensischen Vergangenheit, einschließlich der 1.300 Jahre währenden muslimischen Besiedlung, konzentrierte und somit ein authentischeres archäologisches Bild dieser Region entwickeln.:S. 118 Diese Parteinahme für die Interessen der marginalisierten palästinensischen Bevölkerung hätten bei Glock aber nicht dazu geführt, eine Archäologie zu konstruieren, die deren Tradition der Ausgrenzung und ungeprüften Voreingenommenheit reproduziert habe. Hiervor hätten ihn seine Erfahrung mit den intellektuellen Fallstricken der biblischen Archäologie gehindert.:S. 118

„Glock (1985) konstruierte eine problemorientierte Archäologie, die darauf abzielte, die palästinensische Vergangenheit zu erforschen, und nicht eine archäologische Opposition zur biblischen Archäologie. Glock (1985) erklärt, wie er die wissenschaftlichen Traditionen mit den Bedürfnissen der palästinensischen Gemeinschaften in Einklang brachte. Die Archäologie, so Glock (1994), ist nicht auf das Studium der Reichtümer der Vergangenheit beschränkt. Insbesondere die historische Archäologie erlaubte es ihm, sich auf die jüngste Vergangenheit zu konzentrieren, einschließlich der Überreste von palästinensischen Flüchtlingslagern und osmanischen Dörfern, und schriftliches Material kritisch zu bewerten.“

Glocks „problemorientierte Archäologie, die darauf abzielte, die palästinensische Vergangenheit zu erforschen“ brachte ihn in Opposition zu einer ausschließlich die israelischen Interessen verfolgende Archäologie in Palästina. Sie war nach Nusseibeh auch ein Akt des Widerstands gegen Leute wie Mosche Dajan, „der mit der Leidenschaft eines Käptn Ahab Unmengen Land umgegraben hatte, um Spuren alter jüdischer Siedlungen zu finden“.:S. 153 Derselbe Mosche Dajan war es aber auch, der es rechtfertigte, die Erinnerungen an die arabischen Siedlungen zu tilgen, die seit dem Palästinakrieg durch die Israelis dem Erdboden gleichgemacht oder durch jüdische Siedlungen ersetzt wurden.

„Jüdische Dörfer wurden anstelle von arabischen Dörfern gebaut. Sie kennen nicht einmal die Namen dieser arabischen Dörfer, und ich mache Ihnen keinen Vorwurf daraus, dass es keine Geografiebücher mehr gibt, und nicht nur die Bücher gibt es nicht, auch die arabischen Dörfer sind nicht mehr da. Nahal entstand an der Stelle von Mahlul; Kibbutz Gvat an der Stelle von Jibta; Kibbutz Sarid an der Stelle von Huneifis; und Kefar Yehushu'a an der Stelle von Tal al-Shuman. Es gibt keinen einzigen Ort in diesem Land, der nicht von einer ehemaligen arabischen Bevölkerung bewohnt wurde.“

Diesem weiteren Versuch der Auslöschung der arabischen Geschichte in Palästina widersetzte sich Glock zusammen mit Walid Khalidi mit einem groß angelegten Projekt zur Erforschung der palästinensischen Dörfer, die 1948 von Israel besetzt und entvölkert worden waren. Lamie bezeichnete das Projekt als Ausdruck von Glocks multidisziplinäre Sichtweise, durch die Anthropologen, Historiker, Architekten und Fotografen zur Zusammenarbeit mit Archäologen gekommen seien. Den Palästinensern sollte das helfen, sich mit ihrer Vergangenheit auseinanderzusetzen und ihre kulturellen Traditionen trotz jahrzehntelanger politischer und sozialer Umwälzungen auch in Zukunft fortzuführen.:S. 119 Die Veröffentlichung des aus dieser Arbeit hervorgegangenen Buches  All That Remains im Jahre 1992 hat Glock nicht mehr erlebt; seine Kollegen gedachten seiner am Ende ihres Vorworts.

## Der Mord an Glock
Am 19. Januar 1992 wurde Albert E. Glock um 15.15 Uhr auf der Heimfahrt von seinem Arbeitsplatz an der Birzeit University im Dorf Bir Zait erschossen.

„Um kurz vor 15 Uhr schloss Glock das Büro ab und drehte den Schlüssel im VW um. Er hatte vor, kurz beim Haus des Lehrassistenten im Dorf vorbeizuschauen, um eine Nachricht zu hinterlassen. Das Haus war an einem Hang gebaut, unterhalb des Straßenniveaus. Er parkte und ging die Betoneinfahrt zur Eingangstür hinunter. Als Glock auf die Haustür zuging, sprang ein junger Mann mit einem schwarz-weiß-karierten Baumwollschal im Gesicht, bekleidet mit einer dunklen Jacke, Jeans und weißen Turnschuhen, lautlos von der am Straßenrand errichteten Steinmauer herunter. Als er etwa einen Meter entfernt war, schoss er dreimal auf Glock. Ein Familienmitglied im Haus schaute gerade noch rechtzeitig aus dem Fenster, um zu sehen, wie eine Gestalt in einem wartenden Auto verschwand.“

Glocks Ermordung erfolgte in der Abklingphase der Intifada, die aber weiterhin beherrscht war von Spannungen zwischen Israelis und Palästinensern, aber auch von den Spannungen zwischen den unterschiedlichen Palästinenserfraktionen. Vor diesem Hintergrund kann Fox einen Katalog von Verdächtigen präsentieren, in dem sich ein vermeintliches israelisches Killerkommando ebenso wiederfindet wie ein Hamas-Kommando. Auch Spekulationen über einen Täter aus dem beruflichen Umfeld von Glock waren im Umlauf.
Nach Fox verhaftete die israelische Polizei knapp ein Jahr nach Glocks Ermordung einen 40-jährigen palästinensischen Amerikaner namens Muhammad Salah, als der in den Gazastreifen einreisen wollte. Abweichend davon schrieb Sari Nusseibeh, dass Salahs Verhaftung bereits am Flughafen Ben Gurion, also direkt bei der Einreise nach Israel, stattgefunden habe.:S. 357–358 Abgesehen von dieser abweichenden Darstellung, gaben beide aber eine übereinstimmende Darstellung darüber, wie es zur Ermordung Glocks gekommen sein soll. Salah wurde verhört und gab im Laufe des Verhörs zu, dass er mit der Hamas und einer von Adel Awadallah geleiteten Terrorzelle in Verbindung gestanden habe; von daher wisse er, dass Awadallah persönlich Glock im Rahmen des internen Konflikts zwischen der Hamas und der eher säkularen Fatah-Bewegung ermordet habe.
Weder Fox noch Nusseibeh äußern Zweifel an dieser Darstellung, doch meinte Fox, dass man, auch wenn man von der Hypothese überzeugt sei, dass die Hamas den Mord durchgeführt hat, über das Motiv für diese Tat nur spekulieren könne. Der Täter gab dazu keine Erklärung mehr ab. Adel Awadallah, der später für die Organisation einer Reihe von Bombenanschlägen der Hamas in Israel verantwortlich gemacht wurde und zusammen mit seinem Bruder Imad zeitweilig zu den meistgesuchten Männern Israels und der Palästinensischen Autonomiebehörde gehörte, wurde am 10. September 1998 zusammen mit seinem Bruder von einer Spezialeinheit der israelischen Polizei erschossen.
Nusseibeh behauptete, er sei nach Glock als nächstes Opfer von Adel Awadallah auserkoren gewesen.:S. 357–358

## Schriften
Für eine Selectet Bibliography of Albert E. Glock siehe den Nachruf von Patty Jo Watson und Ghada Ziadeh.
- Warfare in Mari and Ancient Israel. Dissertation, University of Michigan, 1968.
- mit Walid Khalidi (Hrsg.): All That Remains – The Palestinian Villages Occupied and Depopulated by Israel in 1948, Institute for Palestine Studies, 1992, ISBN 0-88728-224-5.[26]
- Tomis Kapitan (Hrsg.): Archaeology, history and culture in Palestine and the Near East. Essays in memory of Albert E. Glock.  Scholars Press, Atlanta (GA) 1999, ISBN 978-0-7885-0584-3. Das Buch enthält mehrere posthum veröffentlichte Artikel von Glock, darunter solche, die seine gesellschaftspolitischen Ansichten über die israelische Besetzung des Westjordanlands und des Gazastreifens offenlegen.